# Cricotopus glacialis
Cricotopus glacialis är en tvåvingeart som beskrevs av Edwards 1922. Cricotopus glacialis ingår i släktet Cricotopus och familjen fjädermyggor.
Artens utbredningsområde är Northwest Territories, Kanada. Arten har ej påträffats i Sverige. Inga underarter finns listade i Catalogue of Life.